# Fourteen Words
Fourteen Words (w tłumaczeniu z ang. „czternaście słów”) – często używane przez neofaszystów, neonazistów i rasistów hasło symbolizujące następujące zdania:

We must secure the existence of our people and a future for White children.
Musimy zapewnić byt naszego ludu i przyszłość dla białych dzieci.

Because the beauty of the White Aryan woman must not perish from the earth.
Ponieważ piękno białej aryjskiej kobiety nie może zniknąć ze świata.

Hasło to zostało stworzone przez nieżyjącego już Davida Lane’a, członka organizacji The Order. Według Southern Poverty Law Center inspiracją był fragment Mein Kampf (część I, rozdział VIII) Adolfa Hitlera.
Hasło Fourteen Words występuje najczęściej w formie skróconej jako liczba 14, niekiedy w połączeniu z 88 (np. 14/88, 1488 lub 88/14, 8814). Liczba 88 w tym połączeniu oznacza 88 spostrzeżeń albo swoisty numeryczny skrótowiec zawołania „Heil Hitler!” („h” jest ósmą literą alfabetu łacińskiego).